# Ingo Pies
Ingo Pies (* 1964 in Arnsberg) ist ein deutscher Ökonom und Wirtschaftsethiker. Er ist Inhaber des Lehrstuhls für Wirtschaftsethik an der Martin-Luther-Universität Halle-Wittenberg, schriftleitender Herausgeber der Fachzeitschrift ORDO – Jahrbuch für die Ordnung von Wirtschaft und Gesellschaft, Herausgeber der Buchreihe Ökonomik und Ethik – Studien zur Sozialstruktur und Semantik moderner Governance und Mitherausgeber der Reihen Konzepte der Gesellschaftstheorie sowie Angewandte Ethik.

## Leben
Pies studierte als Stipendiat der Studienstiftung des deutschen Volkes Volkswirtschaftslehre an der Westfälischen Wilhelms-Universität in Münster. Er promovierte 1992 an der Katholischen Universität Eichstätt-Ingolstadt bei Karl Homann mit einer Arbeit über Normative Institutionenökonomik. Nach Forschungsaufenthalten bei Gary S. Becker an der University of Chicago und bei James M. Buchanan an der George Mason University in Fairfax, Virginia (beide Nobelpreisträger) folgte 1999 seine Habilitation bei Karl-Hans Hartwig, wieder in Münster. Seit 2002 ist Pies Inhaber des Lehrstuhls für Wirtschaftsethik an der Martin-Luther-Universität Halle-Wittenberg.

## Theorie
Pies versteht Wirtschaftsethik nicht als eine „Ethik für die Wirtschaft“, sondern als eine allgemeine, praktische Ethik mit ökonomischer Methode, d. h. als eine ökonomische Theorie der Moral. Der von Pies vertretene Ansatz lässt sich in zwei Punkten zusammenfassen:
- Seine Wirtschaftsethik sucht nach institutionellen Reformen, um moralische Anliegen nicht durch eine Außerkraftsetzung, sondern gerade umgekehrt durch eine bessere Inkraftsetzung des Marktes zur Geltung zu bringen. Wettbewerb sei weder Selbstzweck noch per se moralisch abzulehnen. Vielmehr könne Konkurrenz – unter bestimmten Bedingungen – als Instrument gesellschaftlicher Kooperation für eine allgemeine Besserstellung in Dienst genommen werden.
- Seine Unternehmensethik sucht nach institutionellen Bindungen, durch die Unternehmen als Wertschöpfungsagenten im gesellschaftlichen Auftrag produktiv tätig werden können. Moral und Gewinnstreben stünden folglich nicht in einem unauflösbaren Widerspruch. Vielmehr sei es den Unternehmen als Corporate Citizens möglich, Moral als Produktionsfaktor einzusetzen.

Methodologisch stößt sich dieser konstruktivistische Ansatz an einem Dualismus verschiedener, sich scheinbar antagonistisch gegenüberstehender Werte wie etwa Profit versus Moral, Freiheit versus Gerechtigkeit, Solidarität versus Effizienz, Ökologie versus Ökonomie, Staat versus Markt und so fort. Eine jede Argumentation, die sich innerhalb eines solchen „Werte-Trade-off“ positioniert, sei weder mit Max Webers Werturteilsfreiheitspostulat vereinbar, noch sei sie zweckmäßig zur praktischen Implementierung moralischer Anliegen, denn sie führe stets nur den einen gegen den anderen Wert ins Feld und verschärfe dadurch soziale Konflikte, anstatt sie zu überwinden.
1. Die positive Ökonomik Gary Beckers[1] mit der normativen Konstitutionenökonomik James Buchanans[2] verbindend, versucht Pies, das Problem der Implementierung von Moral mittels des semantischen Konstrukts der „orthogonalen Positionierung“[3] zu lösen. Dieses metatheoretische Konzept sieht vor, praktisch relevante Probleme – erstens – nicht als reine Interessenkonflikte bzw. Nullsummenspiele zu rekonstruieren, sondern als soziale Dilemmasituationen nach dem Typ des Gefangenendilemmas, in denen das gleichzeitige Vorliegen konfligierender und gemeinsamer Interessen die Konfliktparteien in ein Pareto-inferiores Nash-Gleichgewicht führt. Dem Ansatz zufolge lässt sich prinzipiell jedes[4] [sic!] gesellschaftlich relevante Problem als soziales Dilemma bzw. als Problem kollektiven Handelns im Sinne Mancur Olsons rekonstruieren.
2. Derartige Dilemmasituationen lassen sich nun in einem zweiten Schritt überwinden. Hierzu führt Pies eine terminologisch an die Spieltheorie und systematisch an die Ordnungspolitik[5] angelehnte Unterscheidung zwischen „Spielzügen“ und diese kanalisierenden „Spielregeln“ ein: Während aus einer dualistischen Perspektive stets nur moralisierende Appelle an die „Spieler“ adressiert werden könnten, in einem gegebenen Spiel auf der Ebene der Spielzüge zugunsten einer postulierten „Moral“ gegen ihre eigenen Interessen verstoßen zu sollen, sei es aus der Perspektive der orthogonalen Positionierung den Spielern nun möglich, mittels individueller oder kollektiver Selbstbindungen im Sinne Thomas C. Schellings[6] und Jon Elsters[7] die Spielregeln so zu modifizieren, dass ein im Vergleich zum Status quo Pareto-superiores, also wechselseitig vorteilhaftes und somit konsensfähiges Ergebnis erreicht werden kann. Dadurch würden die ursprünglich als Gegner wahrgenommenen Konfliktparteien zu potentiellen Gesellschaftsvertrags- bzw. Tauschpartnern, die – trotz konfligierender Handlungsinteressen – ein gemeinsames Regelinteresse an wechselseitiger Besserstellung haben.
3. Um solche wechselseitigen Besserstellungspotentiale praktisch verwirklichen zu können, sei allerdings – drittens – ein Paradigmawechsel im Sinne Thomas S. Kuhns anzustreben, denn solange die oben skizzierte dualistisch-moralisierende Semantik den Regelfindungsdiskurs dominiere, werde die systematische Suche nach wechselseitig vorteilhaften Selbstbindungsstrategien (und auch ihre Implementierung) ver- oder zumindest behindert.

In seinen neueren Schriften betont Pies die Interdependenz von Sozialstruktur und Semantik – und bezeichnet eine Analyse dieser Interdependenz als „Ordonomik“: Diejenige Semantik, welche die Wahrnehmungs- und Deutungsmuster der Menschen (und damit auch ihre Problemlösungsstrategien) heute noch weitgehend präge, habe sich als Antwort auf Probleme entwickelt, die historisch in kleinen Gemeinschaften (wie etwa der Familie oder der Dorfgemeinschaft) aufgetreten sind. Diese im moralischen Diskurs heute noch dominante Kleingruppen-Semantik sei deshalb in weiten Teilen nicht nachhaltig, sondern oft dysfunktional zur Lösung neuartiger Probleme, die sich im Zuge einer immer rasanteren Entwicklung hin zu einer anonymen, globalen, pluralistisch strukturierten, offenen Gesellschaft im Sinne Karl Poppers unausweichlich stellen. Aufgabe einer ordonomischen Wirtschaftsethik sei es, Diskrepanzen zwischen Sozialstruktur und Semantik offenzulegen und sie durch (ggf. wechselseitige) Anpassungen zu überwinden.
Die Piessche dreistufige Unterscheidung zwischen Spielzügen („Wirtschaft“), Spielregeln („Politik“) und Regelfindungsdiskurs („Semantik“) lässt sich als Analogie zu Karl Poppers Drei-Welten-Lehre deuten.

## Rezeption
Nach Heinz Grossekettler ist schwer ersichtlich, welche Abhilfe die Methodik der orthogonalen Positionierung bringen soll. Die Problematik der heutigen Zeit sei weniger die Ausarbeitung paretosuperiorer Vorschläge, sondern eine ernsthafte, sachkompetente Diskussion überhaupt herbeizuführen. Zudem könne nicht jedes wirtschaftswissenschaftliche Problem als Werte- oder Interessenkonflikt dargestellt werden. Die Forderung nach einem Übergang von dem Euckenschen Denken in Ordnungen zu einem Denken in Anreizen läuft leer, weil das Denken in Anreizen Stabilitätsprobleme und echte Interessengegensätze gar nicht thematisiert.
Nach Markus C. Kerber bleibt die Wirkung der Piesschen These von der Theoriebedürftigkeit gesellschaftlicher Probleme schmal. Die Anwendung des Konzepts einer „orthogonalen Positionierung“ auf konkrete Fragen führt selten über bekannte Positionen des ökonomischen Diskurses hinaus. Den Antagonismus von Markt und sozial motivierter Umverteilung als nicht notwendigen Gegensatz zu qualifizieren, welcher durch die Idee einer „Sozialpolitik für den Markt“ ersetzbar sei, sei lediglich eine diskursive Formel, jedoch kein Konzept. Die konkrete Anwendung bleibe vage.

## Schriften (Auswahl)
- Normative Institutionenökonomik. Zur Rationalisierung des politischen Liberalismus. J.C.B. Mohr (Paul Siebeck), Tübingen 1993, zugleich Dissertation.
- Ordnungspolitik in der Demokratie. Ein ökonomischer Ansatz diskursiver Politikberatung. J.C.B. Mohr (Paul Siebeck), Tübingen 2000, zugleich Habilitationsschrift.
- Eucken und von Hayek im Vergleich. Zur Aktualisierung der ordnungspolitischen Konzeption. J.C.B. Mohr (Paul Siebeck), Tübingen 2001, ISBN 3-16-147636-0.
- Wie bekämpft man Korruption? Lektionen der Wirtschafts- und Unternehmensethik für eine „Ordnungspolitik zweiter Ordnung“. wvb, Berlin 2008, ISBN 978-3-86573-359-7.
- Ingo Pies, Markus Beckmann, Stefan Hielscher: Wie Unternehmen dem Vertrauensverlust im System und ins System der Marktwirtschaft unternehmerisch begegnen können. In: Betriebswirtschaftliche Forschung und Praxis (BFuP), 2009, Jg. 61, Heft 5, S. 442–464.
- Ingo Pies, Stefan Hielscher, Markus Beckmann: Wie können Corporate Citizens voneinander lernen? Ordonomische Anregungen für inter-organisationales Lernen im Global Compact der Vereinten Nationen. In: Zeitschrift für Wirtschafts- und Unternehmensethik (zfwu), 2009, Heft 10/1, S. 41–65.
- Ingo Pies, Stefan Hielscher, Markus Beckmann: Moral Commitments and the Societal Role of Business: An Ordonomic Approach to Corporate Citizenship. In: Business Ethics Quarterly, 2009, 19, 3, S. 375–401.
- Ingo Pies, Stefan Hielscher, Markus Beckmann: Betriebswirtschaftslehre und Unternehmensethik – Ein ordonomischer Beitrag zum Kompetenzaufbau für Führungskräfte. In: DBW – Die Betriebswirtschaft, 2009, 69. Jg., Heft 3, S. 315–330.
- Ingo Pies, Martin Leschke: Ludwig von Mises’ ökonomische Argumentationswissenschaft. Mohr, Tübingen 2010, ISBN 978-3-16-150514-0.